# Окременіння
Окременіння (рос. окременение, окремнение; англ. silication, silicification, нім. Verkieselung f, Silifizierung f, Silifikation f) — процес збагачення гірських порід кремнеземом (опалом, кристобалітом, халцедоном, кварцом) шляхом заміщення мінералів та наповнення пор. 

## Загальний опис
Процеси О. відбуваються в процесі діагенезу та катагенезу, а також під дією насичених кремнеземом гідротермальних вод. При вивітрюванні алюмосилікатних порід (див. алюмосилікати) звільняється багато кремнезему, який при переході в розчин і рухаючись вниз, іноді заміщує різні породи. В результаті виникають кремінь, окременілі вапняки та інші породи.
У геології окременіння — це процес скам'яніння, під час якого багаті кремнеземом рідини просочуються в порожнинах різних матеріалів, наприклад, каменів, деревини, кісток, раковин, і замінюють вихідні матеріали кремнеземом (SiO2). Кремнезем — це природна сполука, яка міститься в органічних і неорганічних матеріалах, включаючи земну кору та мантію. Існує безліч механізмів силіцифікації. При силіцифікації деревини діоксид кремнію проникає в тріщини та пустоти в деревині, такі як судини та клітинні стінки, і заповнює їх..
Початкова органічна речовина зберігається протягом усього процесу і поступово розкладається з часом. При силіцифікації карбонатів діоксид кремнію замінює карбонати на такий же об'єм. Заміщення здійснюється шляхом розчинення оригінальних гірських мінералів і осадження кремнезему. Це призводить до видалення оригінальних матеріалів із системи. Залежно від структури та складу вихідної породи кремнезем може замінити лише певні мінеральні компоненти породи. Кремнієва кислота (H4SiO4) у рідинах, збагачених кремнеземом, утворює лінзоподібний, вузликовий, волокнистий або агрегований кварц, опал або халцедон, який росте в породі. Силіцифікація відбувається, коли гірські породи або органічні матеріали контактують із багатими на кремнезем поверхневими водами, поховані під осадовими відкладеннями та чутливі до потоку ґрунтових вод, або поховані під вулканічним попелом. Силіціфікація часто пов'язана з гідротермальними процесами. Температура для окременіння коливається в різних умовах: у могильниках або в умовах поверхневої води температура для окременіння може становити близько 25°−50°; тоді як температури кремнієвих рідинних включень можуть досягати 150°-190°. Силіціфікація може відбуватися під час син-осадження або пост-осадження стадії, як правило, вздовж шарів, що позначають зміни в осадженні, такі як невідповідності або шари площин..
Син. — силіціфікація.